# Simon 4. af Montfort
Simon IV de Montfort,  5. jarl af Leicester (mellem 1164 og 1175 - † 25. juni 1218, Toulouse) var en fransk adelsmand, som deltog i det Fjerde Korstog (1202-1204), og en fremtrædende anfører i det Albigensiske korstog. Han døde under belejringen af Toulouse i 1218.

## Tidligt liv
Han var søn af Simon III de Montfort. Han efterfulgte sin far som Baron de Montfort i 1181. I 1190 giftede han sig med Alix de Montmorency, der var datter af Bouchard III de Montmorency. I 1191 drog hans bror Guy med i det Tredje Korstog sammen med den franske konge Filip II af Frankrig.
Mens han i 1199 deltog i en ridderturnering, hørte han Fulk af Neuilly prædike korstog, og sammen med grev Thibaud de Champagne meldte han sig under korset. Korstoget kom snart under venetiansk ledelse og blev omdirigeret til den adriatiske kystby Zadar. Pave Innocens III havde udtrykkeligt forbudt korsfarerne at angribe andre kristne; Simon forsøgte at overbevise Zadars indbyggere om, at korshæren ikke ville angribe, men ikke desto mindre blev byen besejret i 1202. Simon deltog ikke i dette, og kort tid efter forlod han korstoget. Senere besejrede korsfarerne under venetiansk ledelse Konstantinopel, Venedigs handelskonkurrent.
Hans mor var den ældste datter af Robert de Beaumont, den 3. jarl af Leicester. Efter at broderen Robert de Beaumont, den 4. jarl af Leicester, døde uden at efterlade sig børn, arvede hun halvdelen af hans godser og hans krav på jarldømmet. Opdelingen af godserne skete i begyndelsen af 1207, og rettighederne til jarldømmet overgik til Amicia og Simon de Montfort. Imidlertid overtog Kong John godserne i februar 1207 og konfiskerede indtægterne. Senere, i 1215, overgik godserne til Simons nevø, Ranulph de Meschines, den 4. jarl af Chester.
Simon blev på sine godser i Frankrig, hvor han i 1209 blev gjort til anfører for de franske styrker i Det Albigensiske Korstog. Simon de Montfort fik de områder, som var blevet erobret fra Raymond VI af Toulouse. Simon blev berygtet og frygtet for sin ekstreme grusomhed og for at massakrere hele byer. I 1210 brændte han 140 katharer på bålet, da de ikke ville opgive deres tro. Han var religiøst ortodoks og tro mod Dominikanerordenen og opsat på at undertrykke kætteriet. I 1213 besejrede han Peter II i Slaget ved Muret. Albigenserne var nu nedkæmpet, men Simon fortsatte sin kampe som en erobringskrig, nu da han var blevet udnævnt til herre over alle de nyerhvervede områder. Han brugte to år på at føre krig i mange dele af Raymond af Toulouses tidligere besidelser.
Raymond af Toulouse tilbragte det meste af denne tid i Aragonien men korresponderede med sine allierede i Toulouse. I september 1216 gik der rygter om, at Raymond var på vej mod Toulouse. For at forhindre Raymonds forehavende ophævede Simon sin belejring af byen Beaucaire og svarede igen med en delvis ødelæggelse af Toulouse, måske som straf af indbyggerne. Raymond vendte faktisk tilbage og genindtog Toulouse i oktober 1217. Simon skyndte sig at belejre byen, mens han sendte sin kone, Alix de Montmorency, sammen med biskop Folquet de Marselha og andre til det franske hof for at bede om støtte. Efter at have opretholdt belejringen i 9 måneder blev Simon af Montfort dræbt 25. juni 1218 under en kamp. Hans hoved blev knust af en sten fra en blide, der iflg. detaljerede kilder blev betjent af "donas e tozas e mulhers" ("fruer, piger og kvinder") i Toulouse. Han blev begravet i Saint-Nazaire-katedralen i Carcassonne.
Simon af Montfort efterlod sig tre sønner: hans franske godser gik til hans ældste søn, Amaury de Montfort, mens hans yngre søn, Simon senere overtog jarldømmet Leicester og kom til at spille en stor rolle under Henrik 3. af Englands styre. En anden søn, Guy, giftede sig med Petronille, grevinde af Bigorre i november 1216, men han døde under belejringen af Castelnaury i juli 1220. Hans datter, Petronilla, blev abbedisse i cistercienserklostret i St. Antoine. En anden datter, Amicia, grundlagde klosteret i Montargis og døde dér i 1252